# Judit Kovács (Bogenschützin)
Judit Kovács (* 7. Januar 1956 in Budapest) ist eine ehemalige ungarische Bogenschützin.

## Karriere
Judit Kovács wurde bei den Olympischen Spielen 1980 in Moskau Zwölfte im Einzelwettbewerb. 1992 gewann sie bei den Europameisterschaften in Valletta Mannschaftsbronze und nahm an den Olympischen Spielen in Barcelona teil. Im Einzelwettbewerb belegte Kovács den 16. Platz. Mit Marina Szendey und Tímea Kiss wurde sie im Mannschaftswettbewerb Vierzehnte. Bei den Olympischen Spielen 1996 in Atlanta trat Kovács lediglich im Einzelwettbewerb an. Dort belegte sie Rang 45.